# 福島市立大久保小学校
福島市立大久保小学校（ふくしましりつ おおくぼ しょうがっこう）は、福島県福島市にあった公立小学校である。

## 概要
福島市南東部の飯野地域東部の飯野町大久保を学区とする。2020年5月1日現在、4学級35名の児童が在籍する。

## 沿革
- 1874年10月17日 - 学校創立。後に自治体合併を経て伊達郡飯野町立大久保小学校となる。
- 2008年4月 - 飯野町が福島市に編入され、福島市立大久保小学校となる。
- 2021年3月 - 児童数減少により、近隣の福島市立青木小学校と共に福島市立飯野小学校に統合され、閉校される。

## 教育方針
教育目標　

## 学校行事
| - 4月 - 5月 - 6月 | - 7月 - 8月 - 9月 | - 10月 - 11月 - 12月 | - 1月 - 2月 - 3月 |

## 通学区域
- 飯野地域
  - 飯野町大久保[2]

## 進学先中学校
- 福島市立飯野中学校[3]

## 学区 / 校区内の主な施設
- 福島県道39号川俣安達線
- 福島市立飯野あおぞら保育所

## 交通
- JR松川駅より自治体バス川俣松川線・川俣飯野線乗車約15分、荒屋敷下車、徒歩約1分。